# Sucha Góra (Garb Tarnogórski)
Sucha Góra (pierwotnie: Żelazna Góra; niem. Trockenberg) – wzniesienie w triasowym paśmie Suchej i Srebrnej Góry na Płaskowyżu Tarnowickim, wchodzącym w skład Garbu Tarnogórskiego, z wierzchołkiem położonym na granicy trzech miast: Tarnowskich Gór (Piekary Rudne), Bytomia (Sucha Góra) i Radzionkowa. Wysokość bezwzględna wzniesienia: 351,88 m n.p.m.

## Punkt zerowy osnowy geodezyjnej układu „Sucha Góra”
Na szczycie Suchej Góry, leżącym na obecnej granicy Piekar Rudnych i Suchej Góry, znajdował się punkt zerowy (centralny punkt astronomiczny; niem. Nullpunkt) triangulacyjnej osnowy geodezyjnej układu „Trockenberg” (pol. układ „Sucha Góra”), wyznaczonej w latach 1854–1857 dla potrzeb górnośląskiego górnictwa. Prace miernicze nad utworzeniem sieci „Tarnowitz” (obserwacje astronomiczne na Suchej Górze, wyznaczenie i obliczenia dla 9 stacji próbnego łańcucha triangulacyjnego w okolicy Tarnowskich Gór), prowadził w latach 1852–1854 Johann Jacob Baeyer, największy niemiecki geodeta XIX wieku. Wyniki swych prac nad wymierzaniem i scalaniem sieci triangulacyjnych w okolicach Tarnowskich Gór i Torunia z sieciami zachodnio- i wschodnioeuropejskimi zawarł w obszernej monografii pt. Die Verbindungen des preussischen und russischen Dreieckskette bei Thorn und Tarnowitz, wydanej w Berlinie w 1857. Baeyer wyznaczył punkt zerowy „Sucha Góra” w oparciu zachodnioeuropejski system triangulacji, który rozpoczynał się na południku zerowym ustalonym w II wieku przez Klaudiusza Ptolemeusza, na zachodnim brzegu wyspy Ferro w archipelagu Wysp Kanaryjskich. Dzięki swojemu położeniu na krańcu ówczesnej Europy (Rosję uważano wówczas powszechnie za państwo azjatyckie) punkt triangulacyjny w Suchej Górze łączył zachodnioeuropejską sieć triangulacyjną z siecią wschodnioeuropejską i azjatycką poprzez południk przebiegający przez Pułkowo nieopodal Sankt Petersburga.
System stworzony przez Baeyera zaadaptował i rozbudował mierniczy Moritz Sadebeck, wykonując pomiary dla całej pruskiej części Górnośląskiego Zagłębia Węglowego. Praktyczność układu „Trockenberg” Baeyera-Sadebecka sprawiły, że na zerowy punkt „Trockenberg” przeliczono w 1885 państwową sieć triangulacyjną Królewskiego Pruskiego Urzędu Pomiarów Kraju, uznając za obowiązującą w całych Prusach wszystkich geodetów: górniczych, wojskowych i cywilnych. Adaptacji i koniecznych korekt triangulacji Sadebecka dokonał mierniczy Johann Soldner, odnosząc koordynanty punktu „Sucha Góra” do wyznaczonego w 1884 południka Greenwich (południk przebiegający przez suchogórski punkt triangulacyjny został wtedy skorygowany o 17°39′54″). W 1901 na przeliczony układ „Trockenberg” nałożono dodatkową sieć układu współrzędnych prostokątnych dla potrzeb górno- i dolnośląskiego górnictwa, zwanego suchogórskim. Według niego sporządzano mapy wszystkich kopalń pruskiej prowincji śląskiej, a potem również wschodniej części Górnośląskiego Zagłębia Węglowego.
Część pruskiej sieci przejęła Polska w 1922 i przystosowała do potrzeb geodezyjnych polskiego górnictwa. Dopiero w latach 1947–1950 zaczęto prace nad przeliczaniem układu „Sucha Góra” na opracowany w latach 1929–1936 układ „Borowa Góra” (z punktem zerowym w Borowej Górze), zintensyfikowane od 1958, lecz wkrótce przerwane. Układ „Sucha Góra” został wyparty w latach 60. XX wieku częściowo przez układ „Borowa Góra” oraz przez zaadaptowany radziecki układ „1942” z punktem zerowym w rosyjskim Pułkowie (wprowadzany od 1953), którym do połowy lat 80. XX wieku zastąpiono wszystkie poprzednie systemy. Jedynie w górnictwie układ „Sucha Góra” był używany do 2000.
Punkt zerowy układu „Sucha Góra” jest do dziś oznaczony w terenie zachowanym granitowym blokiem sygnałowym z XIX wieku, w którym znajdowała się niegdyś (na wierzchu) metalowa głowica punktu triangulacyjnego I rzędu. Blok posiada dwa oznaczenia: T P (niem. Triangulation Punkt), wyryte od południa i trójkąt – od północy. Do lat 60. XX wieku nad blokiem stała drewniana wieża triangulacyjna, której fundamenty zachowały się do dziś. Na mapach punkt ten był oznaczany jako trójkąt z kropką w środku. Znajduje się on w ówcześnie najwyżej położonym punkcie wierzchołka Suchej Góry, przez który dokładnie przebiega dzisiejsza granica Tarnowskich Gór i Bytomia.